# Eurycea latitans
Eurycea latitans е вид земноводно от семейство Plethodontidae. Видът е световно застрашен, със статут Уязвим.

## Разпространение
Разпространен е в САЩ.